# Raïon de Liouboml
Le raïon de Liouboml (en ukrainien : Любомльський район, Lioubomlskyï raïon ; en russe : Любомльский район, Lioubomlski raïon) est une subdivision administrative de l'oblast de Volhynie, dans l'ouest de l'Ukraine. Son centre administratif est la ville de Liouboml.

## Géographie
Le raïon s'étend sur 1 481 km2 dans l'ouest de l'oblast. Il est limité au nord par le raïon de Chatsk, à l'est par le raïon de Stara Vyjivka et le raïon de Touriïsk, au sud par le raïon de Volodymyr-Volynskyï et à l'ouest par la Pologne.

## Histoire
Le raïon de Liouboml a été établi le 17 janvier 1940 par un décret du Présidium du Soviet suprême de l'URSS. Il fut augmenté du raïon de Chatsk entre 1963 et 1993.

## Population

### Démographie
Recensements (*) ou estimations de la population :
| 1959*  | 1970*  | 1979*  | 2009   | 2010   | 2011   |
| ------ | ------ | ------ | ------ | ------ | ------ |
| 47 469 | 73 852 | 70 029 | 40 296 | 40 051 | 39 855 |

### Villes
Le raïon a un caractère fortement rural ; il compte une ville, Liouboml, une commune urbaine, Holovne, et 68 villages.